# Windsor (Ontario)
Windsor [ˈwɪnzəɹ] ist eine Stadt im Südwesten von Ontario in Kanada, südlich von Detroit in den Vereinigten Staaten, auf der anderen Seite des Detroit River.
Obwohl die Stadt zum Essex County gehört, ist sie als single-tier municipality (einstufige Gemeinde) und separated municipality (abgetrennte Gemeinde) unabhängig von diesem.

## Lage und Klima
Windsor ist die südlichste Stadt Kanadas. Windsor befindet sich im Essex County und hat 217.188 Einwohner (Stand: 2016); es liegt unmittelbar an der Grenze zu den Vereinigten Staaten. Die Metropolregion umfasst zusätzlich die Städte Amherstburg, LaSalle, Lakeshore und Tecumseh und hat insgesamt 329.144 Einwohner (Stand: 2016). 2011 betrug die Einwohnerzahl der Stadt Windsor 210.891 und die der Metropolregion 319.246.
Windsor liegt in einer Zone mit sehr feuchtem Kontinentalklima. Die Tagestemperaturen betragen in den Wintermonaten (von Dezember bis Februar) im Durchschnitt zwischen −4,5 und −1 Grad. Ab März steigen die Durchschnittstemperaturen deutlich an und erreichen in den Sommermonaten ab Juni deutlich über 20 Grad Celsius. Sehr oft liegen die Tageshöchstwerte in den Sommermonaten bei 30 Grad Celsius und darüber.
|                       | Jan  | Feb  | Mär  | Apr  | Mai  | Jun  | Jul  | Aug  | Sep  | Okt  | Nov  | Dez  |   |       |
| Mittl. Tagesmax. (°C) | −0,9 | 0,6  | 6,4  | 13,4 | 20,5 | 25,4 | 27,9 | 26,6 | 22,5 | 15,6 | 8,3  | 1,9  | ⌀ | 14,1  |
| Mittl. Tagesmin. (°C) | −8,1 | −7,0 | −2,4 | 3,0  | 9,3  | 14,7 | 17,4 | 16,6 | 12,3 | 6,2  | 0,9  | −4,8 | ⌀ | 4,9   |
|                       |      |      |      |      |      |      |      |      |      |      |      |      |   |       |
| Niederschlag (mm)     | 57,6 | 57,3 | 75,0 | 85,1 | 80,8 | 89,8 | 81,8 | 79,7 | 96,2 | 64,9 | 75,5 | 74,7 | Σ | 918,4 |
|                       |      |      |      |      |      |      |      |      |      |      |      |      |   |       |
| Regentage (d)         | 15,1 | 12,3 | 13,9 | 13,3 | 11,8 | 11,0 | 10,2 | 10,0 | 10,9 | 10,5 | 12,8 | 14,9 | Σ | 146,7 |

| −8,1 |

| −7,0 |

| −2,4 |

| 3,0 |

| 9,3 |

| 14,7 |

| 17,4 |

| 16,6 |

| 12,3 |

| 6,2 |

| 0,9 |

| −4,8 |

| −8,1 |

| −7,0 |

| −2,4 |

| 3,0 |

| 9,3 |

| 14,7 |

| 17,4 |

| 16,6 |

| 12,3 |

| 6,2 |

| 0,9 |

| −4,8 |

## Geschichte
Vor der größtenteils europäischen Entdeckung und Beheimatung war die Region von den First Nations und amerikanischen Indianern bewohnt. Windsor wurde erstmals von französischen Einwohnern im Jahre 1749 besiedelt. Es ist somit die älteste europäische Siedlung Kanadas westlich von Montreal. Die Siedlung nannte sich Petite Côte, was im englischen „Little Coast“, zu deutsch „Kleine Küste“ bedeutet. Später wurde die Siedlung in La Côte de Misère („Poverty Coast“) umbenannt, in Bezug auf den sandigen Boden in der Nähe von LaSalle. Windsors französischsprachige Vergangenheit spiegelt sich in Straßennamen wider.
Nach der amerikanischen Revolution im Jahre 1794 wurde die Stadt zweisprachig. Später erfolgte die Umbenennung der Stadt in Windsor, nach der Stadt Windsor in Berkshire, England. Die ältesten Gebäude der Stadt, darunter die Mackenzie Hall (gebaut 1855), befinden sich im Westen der Stadt. Ursprünglich diente das Gebäude als Gerichtsgebäude, heute dient es als community centre. Das älteste Gebäude ist das 1792 erbaute Duff-Baby House. Es steht unter Denkmalschutz und beherbergt heute städtische Verwaltungsbüros.
Windsor spielte eine bedeutende Rolle im Britisch-Amerikanischen Krieg im Jahre 1812. Die Stadt diente als wichtiger Anlaufpunkt für Sklavenflüchtlinge aus den Vereinigten Staaten.
Sie war Schauplatz der Kämpfe von Windsor während der Oberkanada-Rebellion von 1838. Die Gemeinde wurde 1854 gegründet und kurze Zeit später mit wichtigen Eisenbahnverbindungen durch Grand Trunk Railway/Canadian National Railway mit dem Rest des Landes verbunden. Windsor erhielt den Stadtstatus im Jahre 1892.

## Wirtschaft und Infrastruktur

### Wirtschaft
Die Wirtschaft von Windsor besteht aus den Bereichen produzierendes Gewerbe, Landwirtschaft, Bildung, Tourismus, erneuerbare Energie, sowie öffentliche Einrichtungen und weiteren Dienstleistungsbranchen. Windsors Wirtschaft ist stark geprägt vom Produktionsgewerbe. Chrysler Canada hat seinen Hauptsitz in Windsor. Ford Canada verfügt über zwei Werke für Motorfertigung und ein Aluminiumwerk in der Stadt. In der Stadt befindet sich eine Destillerie von Hiram Walker & Sons Limited, die heute zum französischen Pernod-Ricard-Konzern gehört. Der Papier- und Holzproduktehersteller Domtar betreibt ein Produktionswerk in der Stadt. Die University of Windsor und das St. Claire College zählen zu den größeren Arbeitgebern in der Stadt. Weitere Unternehmen der IT- und pharmazeutischen Branche sowie der Tourismus mit dem Kasino Caesars Windsor sind eine wichtige Einnahmequelle.
Windsor erreichte den zweiten Platz beim Ranking der größten Städte mit hohem Wirtschaftspotential sowie den siebten Platz als Wirtschaftsstadt der Zukunft in ganz Nordamerika. Das Ranking wurde vom FDI North-American – Cities of the future list 2011/2012 erhoben.

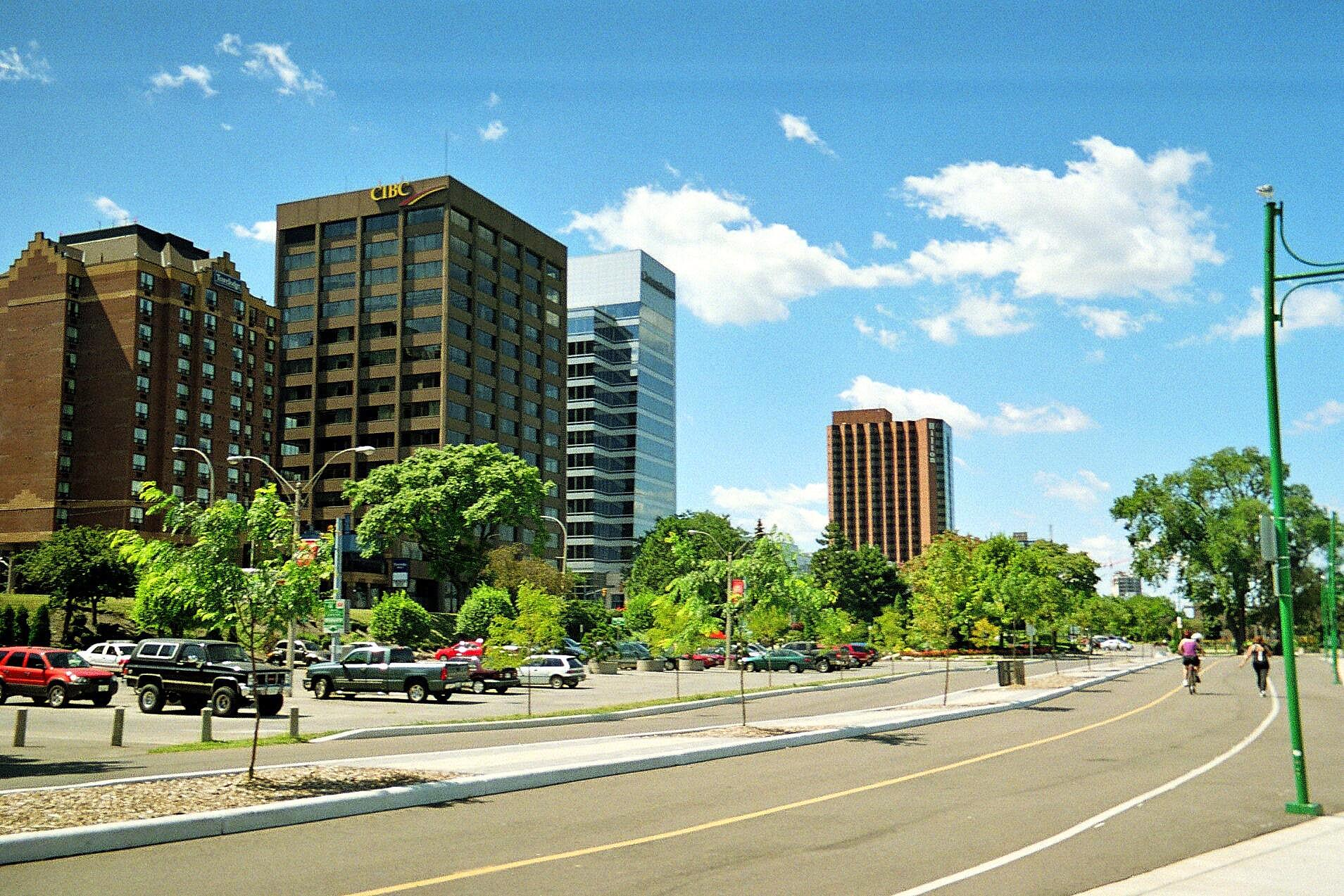
Windsor’s Riverside Drive und Riverfront Bike Trail

Windsor verfügt über vier Einkaufszentren, die sich auf mehrere Standorte verteilen. Die größte Shopping Mall ist die Devonshire Mall. Das Einkaufszentrum verfügt über 175 Geschäfte sowie Restaurants und Cafés. Die Mall befindet sich auf der Howard Avenue. Die Tecumseh Mall verfügt über 65 Shops, darunter Restaurants und Coffeeshops. Die Mall befindet sich auf Tecumseh Road East. Eine weitere Mall ist die Windsor Crossing Outlet Mall.

### Bildung

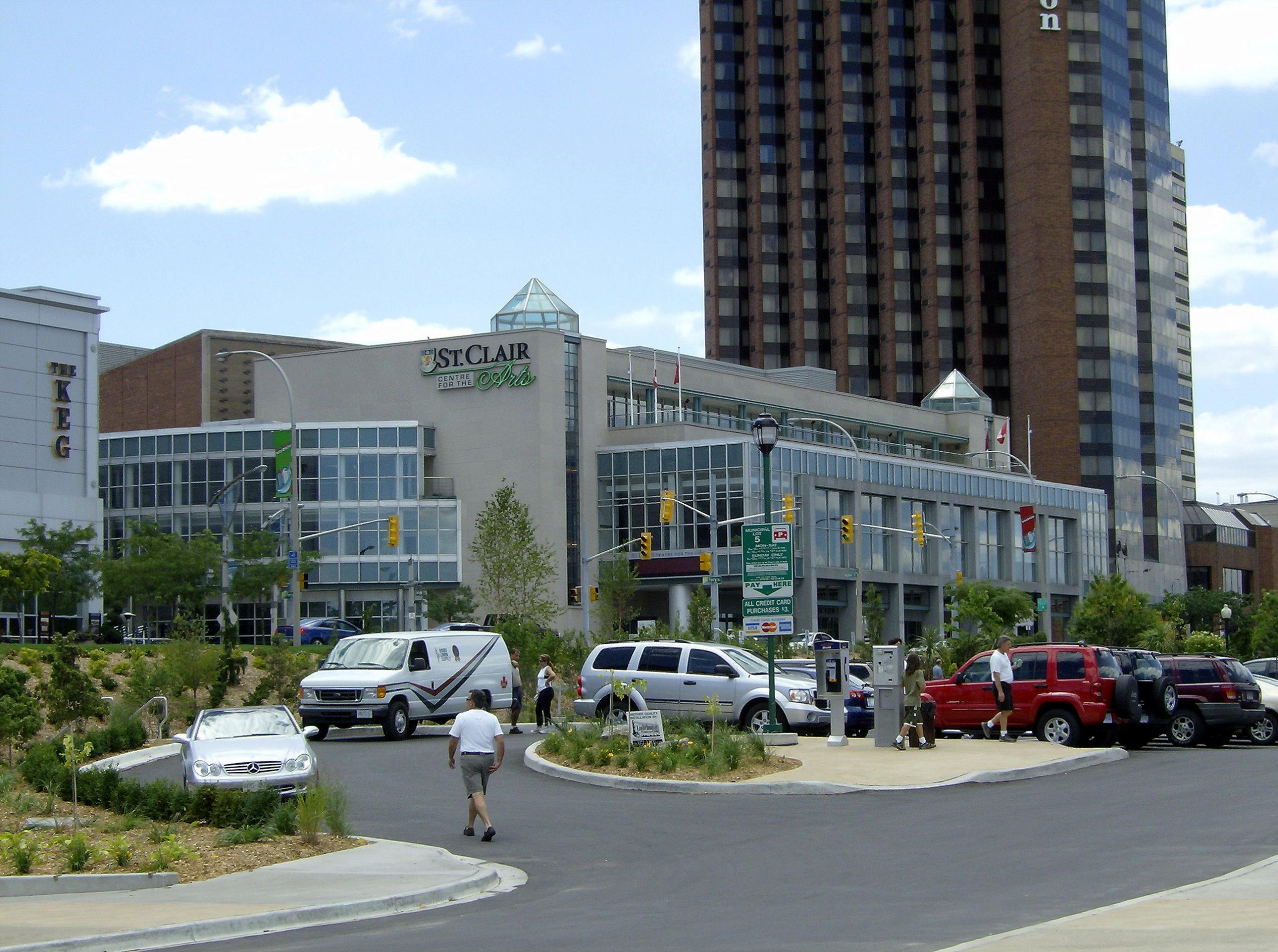
Das St. Clair College

Die größte Universität der Stadt ist die University of Windsor mit rund 16.000 Studenten, die in neun Fachbereichen immatrikuliert sind. Die Universität bietet Bachelor-, Master- und Promotionsprogramme an. Die zweite größere Hochschule ist das St. Claire College mit rund 6.500 Studenten.

### Öffentliche Einrichtungen
Für die öffentliche Sicherheit ist das Windsor Police Department zuständig. Windsor verfügt über zwei Krankenhäuser: Das Hôtel-Dieu Grace Hospital und das Windsor Regional Hospital.

### Medien
In Windsor ist die größte täglich erscheinende Zeitung der Windsor Star. Sie wird von Postmedia Network (früher CanWest) aufgelegt und auch in der weiteren Umgebung vertrieben. Eine weitere monatlich erscheinende Zeitschrift ist die WAMM (Windsor Arts & Music Monthly), die gratis vertrieben wird und sich speziell auf künstlerisch-musikalische Themengebiete beschränkt und auch in Detroit erhältlich ist. The Lance ist eine offizielle Studentenzeitung mit verschiedenen Themengebieten der University of Windsor. The Scoop ist eine örtliche Gratiszeitung, die über lokale Aktivitäten und Veranstaltungen informiert. Neben den Printmedien befinden sich in Windsor mehrere Rundfunkstudios, u. a. Today’s Country 95.5 & 92-7 (95.5FM), 89X (88.7FM) und The Rock (95.1FM). Des Weiteren befinden sich auch lokale Fernsehsender, die von CBC, Global TV und CTV betrieben werden, in der Stadt.

## Kultur und Sehenswürdigkeiten

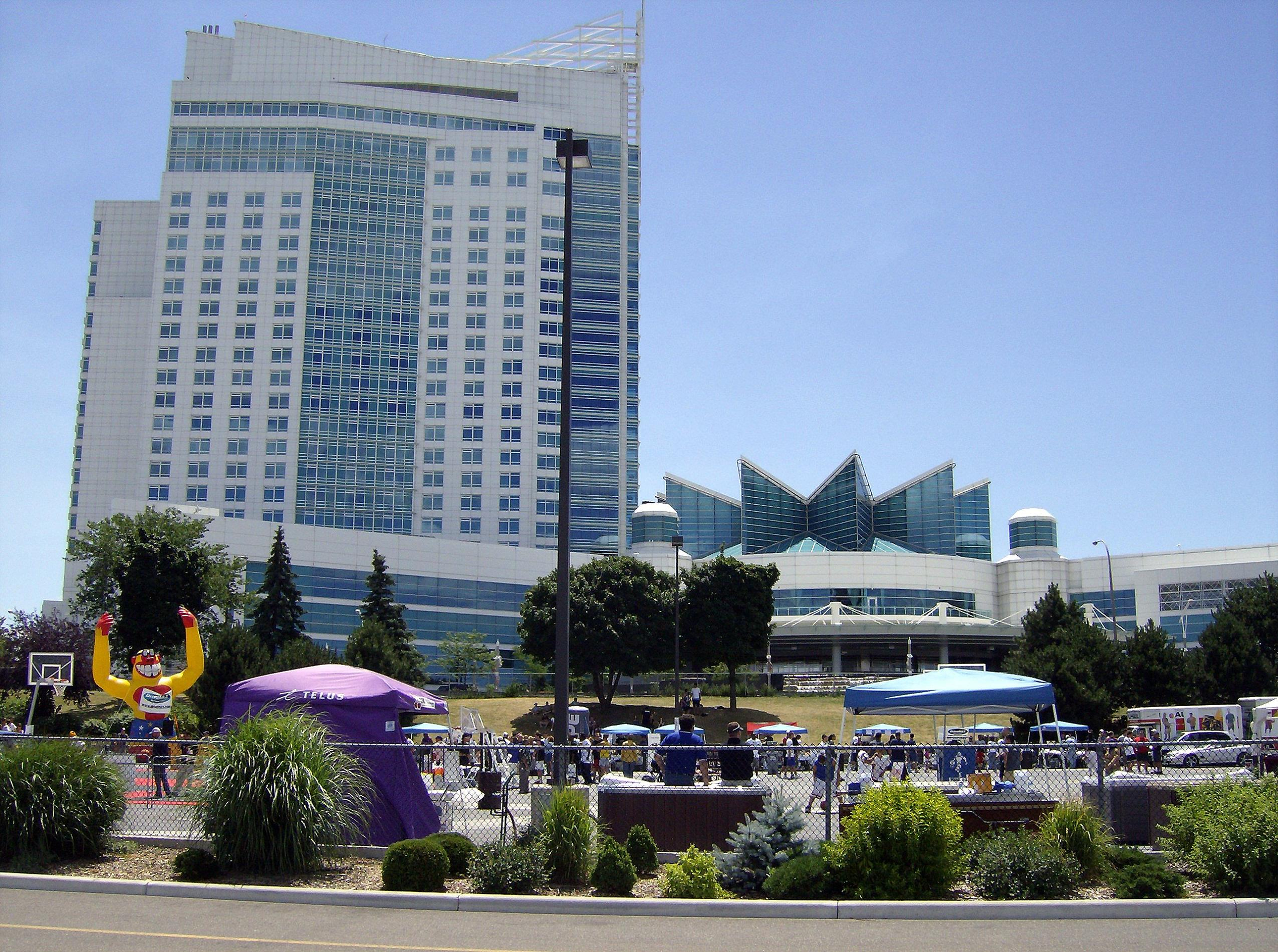
Das Caesars Windsor Casino mit Hotel bei einer Außenveranstaltung 2007

Zu Windsors Touristenattraktionen zählen das Caesars Windsor, ein beliebtes Casino mit Hotel, Little Italy, die Art Gallery of Windsor, der Odette-Skulpturenpark und der Ojibway Park, der ein naturbelassener Erholungspark ist. Ausstellungen zum Britisch-Amerikanischen Krieg aus dem Jahre 1812 bietet das Windsor’s Community Museum an. Daneben befinden sich zwei Denkmale von historischer Bedeutung: die Sandwich First Baptist Church und das François Bâby House. Die Sandwich First Baptist Church wurde durch die kanadische Regierung, auf Vorschlag des Historic Sites and Monuments Board of Canada, für ihre Bedeutung im Netzwerk der Underground Railroad am 21. November 1999 zu einer „National Historic Site of Canada“ erklärt. Das François Bâby House wurde am 28. Juli 1980 für seine Bedeutung im Krieg von 1812 zu einer „National Historic Site of Canada“ erklärt.
Windsor verfügt über mehrere Parkanlagen. Der Queen Elizabeth II Sunken Garden befindet sich in der Innenstadt. In dem Park befinden sich Flugzeuge des Zweiten Weltkriegs, der Avro Lancaster, die Supermarine Spitfire und der Hawker Hurricane.

### Veranstaltungen

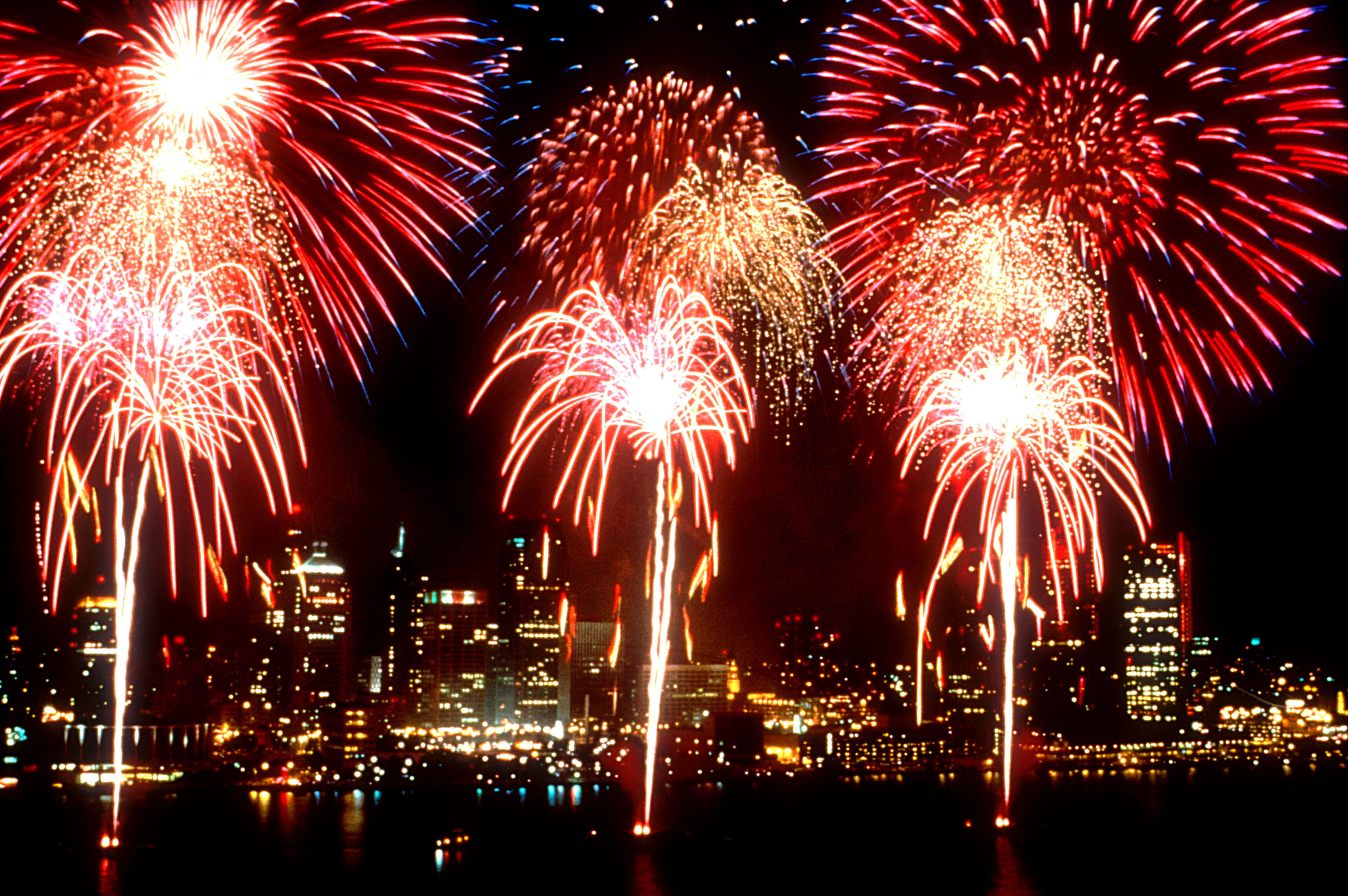
Feuerwerk während des Windsor-Detroit International Freedom Festival.

Jeden Sommer findet Anfang Juli das zwei Wochen lange Windsor-Detroit International Freedom Festival statt. Am Canada Day und am amerikanischen Unabhängigkeitstag findet eine große Feuerwerkszeremonie statt, an der rund 3,5 Millionen Menschen teilnehmen.
Windsor ist sehr beliebt bei jungen US-Amerikanern aus Detroit. Unter anderem aufgrund der legalen Möglichkeit, sich alkoholische Getränke kaufen zu können, da dies nach der Gesetzeslage in Kanada schon ab 19 Jahren möglich ist, in den Vereinigten Staaten jedoch erst ab 21. Deshalb werden die Bars in Windsor von vielen US-Amerikanern gut und gerne besucht, zumal sie da auch kubanische Zigarren und kubanischen Rum legal erwerben können, dessen Verkauf in den Vereinigten Staaten verboten ist.

## Partnerstädte
Windsor listet zwölf Partnerstädte auf
| Stadt         | Land                   | seit     |
| ------------- | ---------------------- | -------- |
| Changchun     | Volksrepublik China    | 1992     |
| Coventry      | Vereinigtes Königreich | 1963     |
| Cornwall      | Kanada                 | unbelegt |
| Fujisawa      | Japan                  | 1987     |
| Granby        | Kanada                 | 1956     |
| Gunsan        | Südkorea               | 2004     |
| Las Vueltas   | El Salvador            | 1987     |
| Lublin        | Polen                  | 2000     |
| Mannheim      | Deutschland            | 1980     |
| Ohrid         | Nordmazedonien         | 1981     |
| Saltillo      | Mexiko                 | 1994     |
| Saint-Étienne | Frankreich             | 1963     |
| Udine         | Italien                | 1977     |

## Verkehr

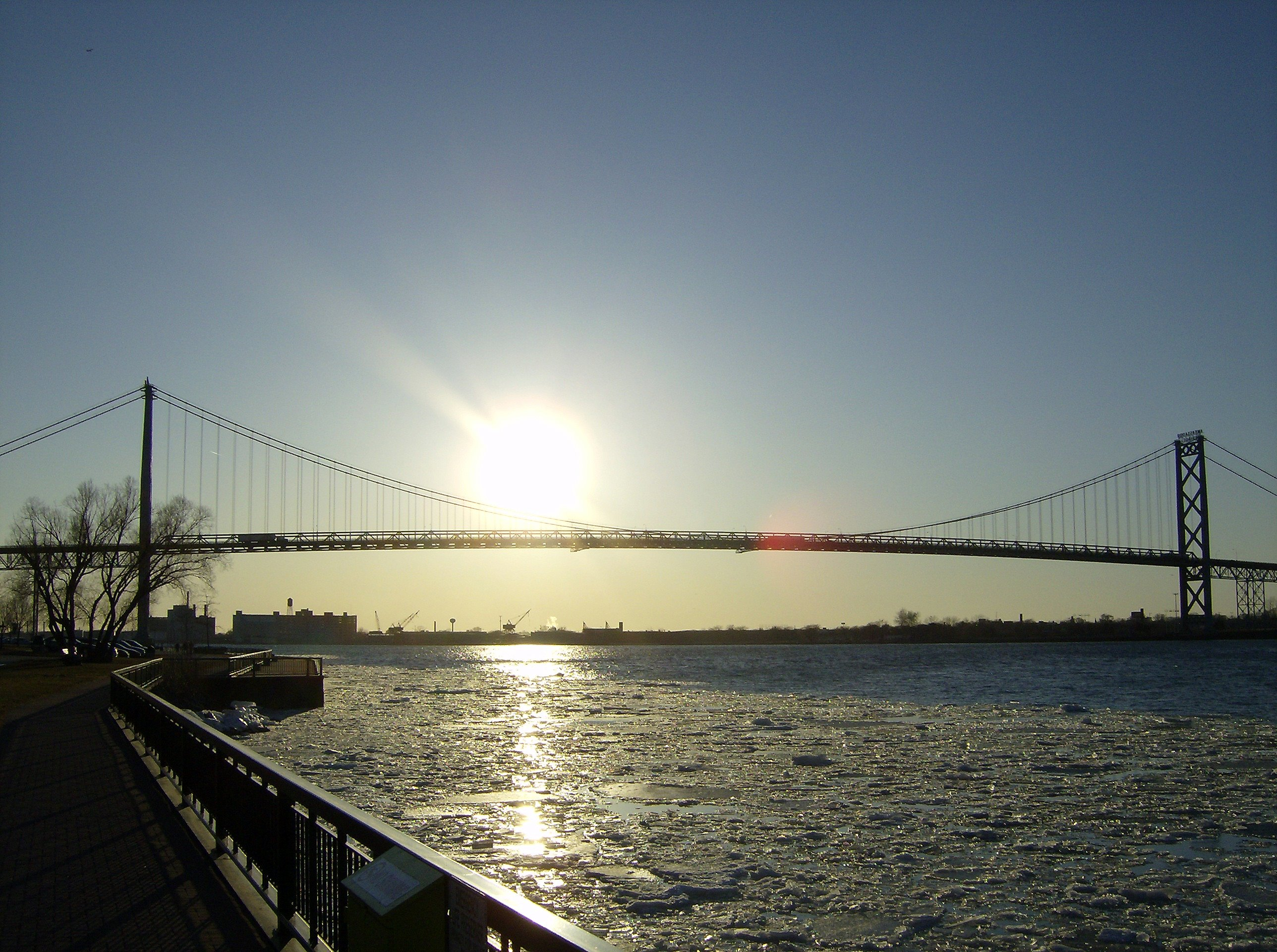
The Ambassador Bridge im Sonnenuntergang.

Nach Detroit gelangt man durch einen Unterwasser-Tunnel für Kraftfahrzeuge sowie über die an der University of Windsor gelegene Ambassador Bridge, die den Detroit River überquert. Wegen der Nähe wird Windsor oft auch zur Metropolregion Metro Detroit hinzugezählt.
Ein von den Bahngesellschaften Norfolk Southern und Canadian National betriebener Eisenbahntunnel unter dem Detroit-River zwischen Detroit und Windsor wird nur von Güterzügen benutzt. Bis 1971 nutzten diesen Tunnel auch Fernzüge der New York Central und Penn Central von Chicago über Detroit, Kanada (St. Thomas) nach Buffalo und New York. Ein Grund für die Unterbrechung ist das strenge Einreiseregime der USA.
In Windsor treffen sich zwei wichtige Verbindungen: zum einen der Highway 401, Kanadas meist ausgelasteter Highway, sowie Via Rails wichtige Corridor-Zugverbindung Quebec City-Windsor. Der Bahnhof von Via Rail Canada ist der sechstgrößte nach Passagieraufkommen in Kanada.
Eine weitere Verbindung bietet der örtliche Flughafen, der Windsor International Airport (IATA-Flughafencode: YQG, ICAO-Flugplatzcode: CYQG), der planmäßige Verbindungen zu anderen kanadischen und amerikanischen Flughäfen anbietet. Durch Nav Canada wird der Flughafen als Airport of Entry klassifiziert und es sind dort Beamte der Canada Border Services Agency (CBSA) stationiert, damit ist hier eine Einreise aus dem Ausland zulässig. Durch die Lage der Stadt bietet sich auch eine Schiffsverbindung an, da er an den Sankt-Lorenz-Seeweg angebunden ist und zum Atlantischen Ozean führt und somit auch von größeren Schiffen angefahren werden kann.
Hinzu kommt noch der Busbahnhof Windsor International Transit Terminal.